# The Magic Eye
The Magic Eye is een Amerikaanse stomme film uit 1918, onder regie van Rae Berger met in de hoofdrollen Henry A. Barrows, Claire Du Brey en Zoe Rae. Destijds werd de film in Nederland uitgebracht onder de titel De helderziende. De film is wellicht zoekgeraakt.

## Verhaal
Tijdens de Eerste Wereldoorlog weigert John Bowman, de kapitein van een stoomboot, zijn vrouw en dochter Shirley mee te nemen op een lange reis omdat hij bang is dat het schip getorpedeerd kan worden. Voor zijn vertrek vertrouwt hij zijn levensverzekeringspolis toe aan Sam Bullard, die zonder dat John het weet, ooit Mrs. Bowman het hof maakte. Shirley is helderziende en heeft een visioen waarin het schip van haar vader wordt getorpedeerd. De volgende dag meldt Sam dat het schip gezonken is en John dood is. Sam probeert vervolgens op een achterbakse manier om zowel Mrs. Bowman als het verzekeringsgeld te verkrijgen. Shirley, die haar vader in haar visioen gered had zien worden, stuurt een bericht dat leidt tot Johns redding. Bij zijn terugkeer bevrijdt John zijn vrouw uit de hotelkamer waarin Sam haar heeft opgesloten en vervolgens schakelt hij de schurk uit.

## Rolverdeling
| Acteur              | Personage      |
| ------------------- | -------------- |
| Henry A. Barrows    | John Bowman    |
| Claire Du Brey      | Mrs. Bowman    |
| Zoe Rae             | Shirley Bowman |
| Charles Hill Mailes | Sam Bullard    |
| William A. Carroll  | Jack           |
| Elwood Bredell      | Cordy          |